# Kloster Palazuelos

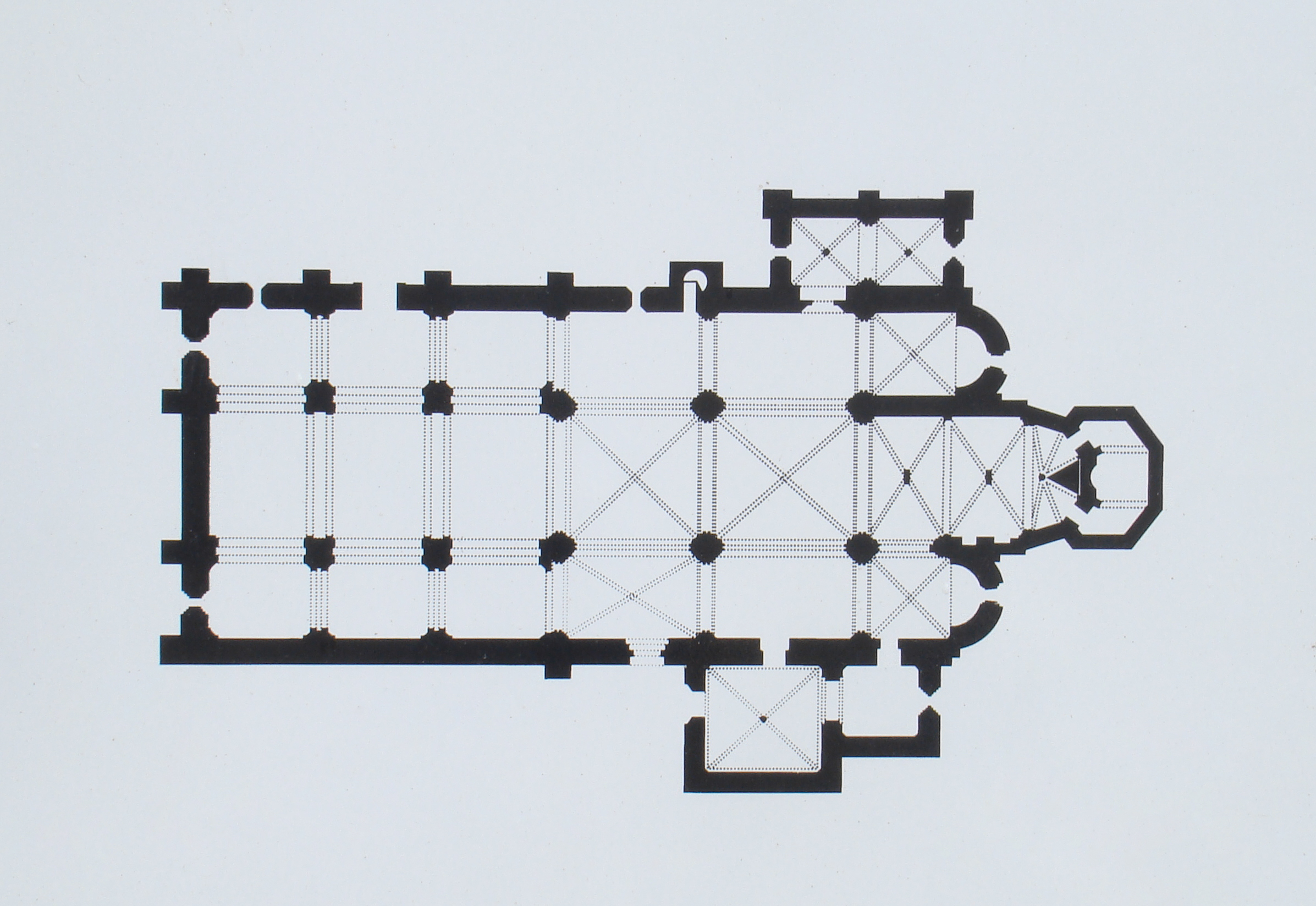
Grundriss

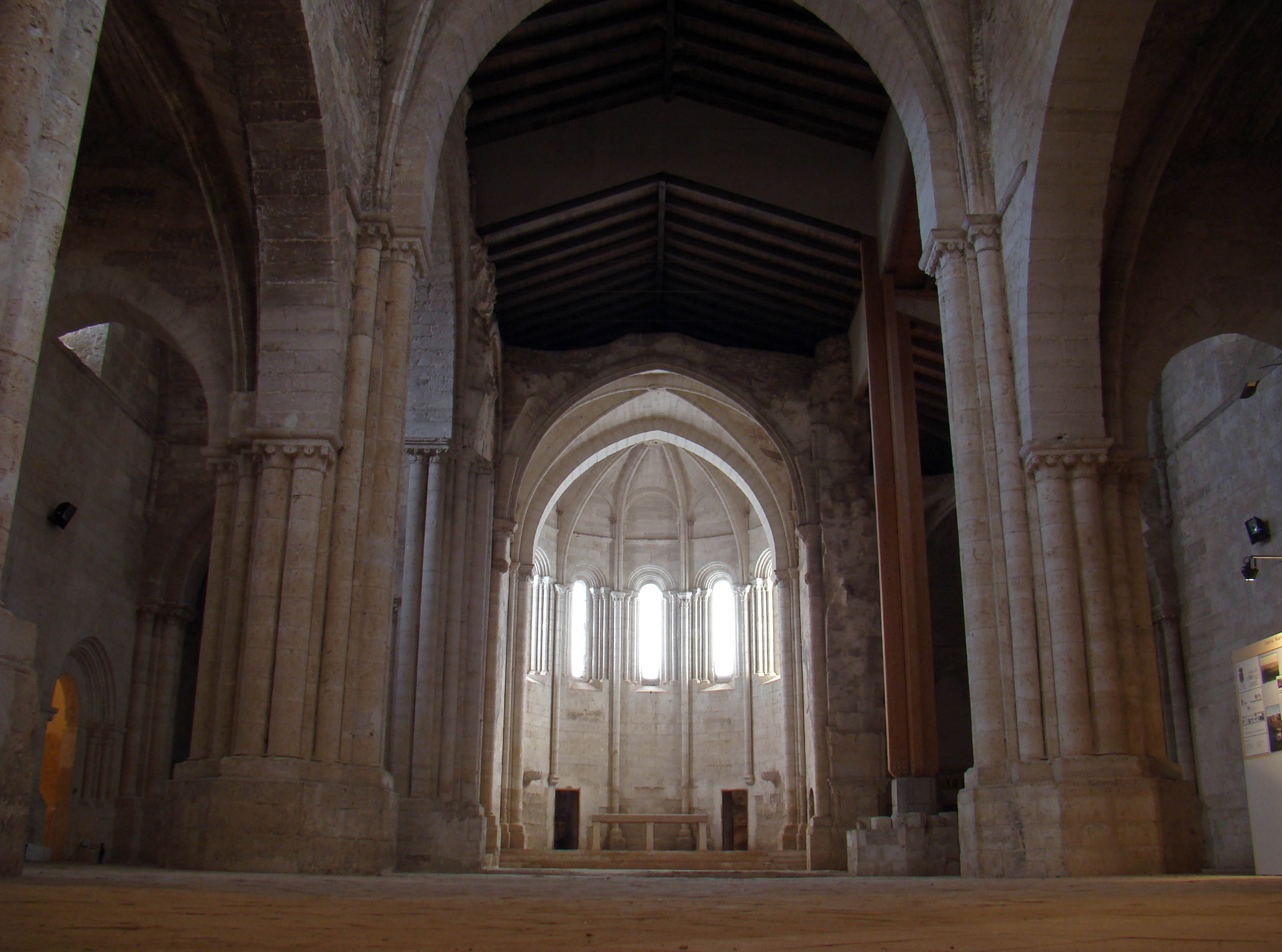
Blick in die Hauptapsis

Das Kloster Palazuelos (Santa María de Palatiolis) ist eine ehemalige Zisterzienserabtei in der Gemeinde Corcos del Valle in der Provinz Valladolid in Kastilien-León in Spanien, rund 12 km nordöstlich von Valladolid und nördlich des Río Pisuerga.

## Lage
Obwohl sich das nahe beim Río Pisuerga Kloster in der Gemeinde Corcos del Valle befindet, ist besser vom Nachbarort Cabezón de Pisuerga aus erreichbar; es liegt in einer Höhe von gut 700 m ü. d. M.

## Geschichte
Als Dank für seine Dienste in der für die Christen siegreiche Schlacht bei Las Navas de Tolosa (1212) erhielt Alfonso Téllez de Meneses am 28. Juli 1213 vom kastilischen König Alfons VIII. das Landgut Palazuelos zum Geschenk. Wenige Tage später stifteten er und seine Frau den geschenkten Besitz dem Zisterzienser-Kloster Valbuena mit der Auflage, dass er und seine Familie in der noch zu erbauenden Kirche ihre letzte Ruhestätte finden sollten. Im Jahr 1226 fand eine Altarweihe statt, woraus sich die Fertigstellung der Chorpartie erschließen lässt; die restlichen Bauteile waren im Jahr 1254 vollendet. In der Folgezeit entwickelte sich die Abtei zum Hauptkloster des Zisterzienserordens im Königreich Kastilien; mehrere Prinzen und Könige hielten sich hier auf.
Im Rahmen der Klosteraufhebung (desamortización) unter der Regierung von Juan Álvarez Mendizábal wurde das Kloster im Jahr 1835 aufgelöst. In der Folgezeit verschwanden die Klostergebäude mit Ausnahme der Kirche, die zur Pfarrkirche wurde. In jüngerer Zeit fand eine Teilrenovierung statt.

## Architektur
Die basilikal angelegte und insgesamt trotz ihrer späten Bauzeit eher romanisch anmutende vierjochige Kirche endet in einer polygonalen Hauptapsis und zwei halbrunden Seitenapsiden; alle drei Apsiden verfügen über Rundbogenfenster mit zwei Archivolten, die auf Säulen mit Pflanzenkapitellen ruhen. Alle drei Apsiden wie auch einige Joche der Kirchenschiffe haben gotische Kreuzrippengewölbe, wohingegen das Querhaus lediglich einfache Tonnengewölbe zeigt. An die Hauptapsis wurde im 16. Jahrhundert eine zweitürige Sakristei angebaut. Vom vierten Joch im Süden der Kirche führte ehemals eine Tür zum Kreuzgang und zu den übrigen Klostergebäuden (Kapitelsaal, Dormitorium, Refektorium etc.)

## Ausstattung
Alle Zisterzienserklöster waren eher spärlich ausgestattet. Von den Kenotaphen der Familie Tellez befinden sich noch einige in der Capilla de Santa Inés; die schönsten wurden jedoch im Jahr 1964 in das Diözesan- und Kathedralmuseum (Valladolid) verbracht.